# Sphodroscarta
Sphodroscarta is een geslacht van halfvleugeligen uit de familie Aphrophoridae. De wetenschappelijke naam van dit geslacht is voor het eerst geldig gepubliceerd in 1869 door Stål.

## Soorten
Het geslacht Sphodroscarta omvat de volgende soorten:
- Sphodroscarta affinis (Distant, 1909)
- Sphodroscarta balteata (Distant, 1909)
- Sphodroscarta bimaculata Distant, 1909
- Sphodroscarta ebenina (Jacobi, 1908)
- Sphodroscarta gigas (Fabricius, 1798)
- Sphodroscarta pehlkei Schmidt, 1930
- Sphodroscarta trivirgata (Amyot & Serville, 1843)
- Sphodroscarta weyrauchi Lallemand, 1956